# Aeroportul Jaisalmer
Aeroportul Jaisalmer (IATA: JSA, ICAO: VIJR) este un aeroport din Jaisalmer, Jaisalmer tehsil⁠(d), Jaisalmer district⁠(d), Jodhpur division⁠(d), Rajasthan, India ce deservește zona Jaisalmer. Aeroportul a fost tranzitat în decembrie 2022 de 27.183 de pasageri.
Situat la o altitudine de 251 m, aeroportul dispune de 1 pistă. Este operat de Airports Authority of India⁠(d).

## Infrastructură

### Piste
Aeroportul dispune de o singură pistă. Pista 04/22 are suprafața de beton și dimensiunile 2.743 m × 45 m. 